# Tunnel Aragnouet-Bielsa
Pour les articles homonymes, voir Bielsa (homonymie).
Le tunnel d'Aragnouet-Bielsa est un tunnel routier transfrontalier des Pyrénées centrales qui relie la haute vallée d'Aure à la vallée de Bielsa.

## Histoire
L'idée d'une route franchissant les Pyrénées au sud de Saint-Lary est ancienne. Dès 1811, la construction d'une route d'Auch en Espagne par Ancizan est planifiée par Napoléon Ier, jamais construite en intégralité, celle-ci devait passer par la vallée du Rioumajou et franchir la frontière par le port d'Ourdissétou. La route nationale 129 est ainsi destinée à entrer en Espagne, mais se termine bien avant la frontière au sud de Saint-Lary-Soulan tant que le franchissement ne sera pas construit.
Relancé en 1934 par la commission hispano-française des routes, le projet devait passer légèrement plus à l'ouest par la vallée de la Géla et le Port Vieux de Barroude. Le projet actuel prend forme sous l'impulsion du maire de Saint-Lary, Vincent Mir. Il prévoit un franchissement de la frontière par un tunnel sous le port de Bielsa. En 1958, le conseil général des Hautes-Pyrénées donne son accord de principe pour la réalisation de l'ouvrage. La construction du tunnel est actée par la signature le 30 mars 1962 à Madrid d'une convention entre la France et l'Espagne. Celle-ci fixe les caractéristiques générales de l'ouvrage, avec une longueur d'environ 3 000 mètres située à 60 % en France et 40 % en Espagne, une chaussée en béton de 6 mètres de large, et un gabarit de 4,5 mètres de hauteur.
Promus comme un maillon d'une liaison internationale Hambourg - Madrid, ce tunnel a essentiellement une vocation locale et touristique.
La maîtrise d'œuvre est confiée au conseil général des Hautes-Pyrénées pour la partie française, et à l'État espagnol pour la partie espagnole.
Les travaux préparatoires (route d'accès et galerie de service) commencent en 1967. Le percement de la galerie souterraine, effectué à partir du versant espagnol, est achevé en 1970, mais de nombreux déboires techniques dus à la friabilité du sous-sol, rendent nécessaire le bétonnage de la voûte sur la totalité de l'ouvrage. Les conflits judiciaires entre l'entreprise chargée des travaux et les maîtres d'œuvre retardent la mise en service qui n'a lieu qu'en octobre 1976,.
Le montant des travaux, dans la partie française, a coûté 10 000 000 francs de l'époque.
Entre-temps, durant les travaux, la route nationale 129 qui passe à proximité du tunnel est déclassée en voie départementale en 1972. Celle-ci sera ainsi reliée au tunnel par les voies départementales 118 entre Fabian (RD929) et Le Plan dans la commune d'Aragnouet et 173 entre Le Plan et le tunnel.
La circulation pendant l'hiver n'est envisagée qu'en 1984. Des infrastructures anti-avalanches sont installées à cet effet.
La partie française n'est éclairée que depuis 2000 alors que la partie espagnole l'était bien avant.

## Géographie
Ouvert dans la vallée de la Neste de Saux, le tunnel permet le franchissement de la crête frontière à l'altitude modérée de 1 820 m.
- Côté français : il s'ouvre sur la commune d'Aragnouet (Hautes-Pyrénées), dans le vallon de Saux, proche du lac de Catchet, à une quinzaine de kilomètres de la station de ski de Piau-Engaly ;
- Côté espagnol : il est proche de Bielsa et de la vallée de Pinède.

Le tunnel est traversé :
- côté français : par la route départementale route départementale D173 ;
- côté espagnol : par la route A138.

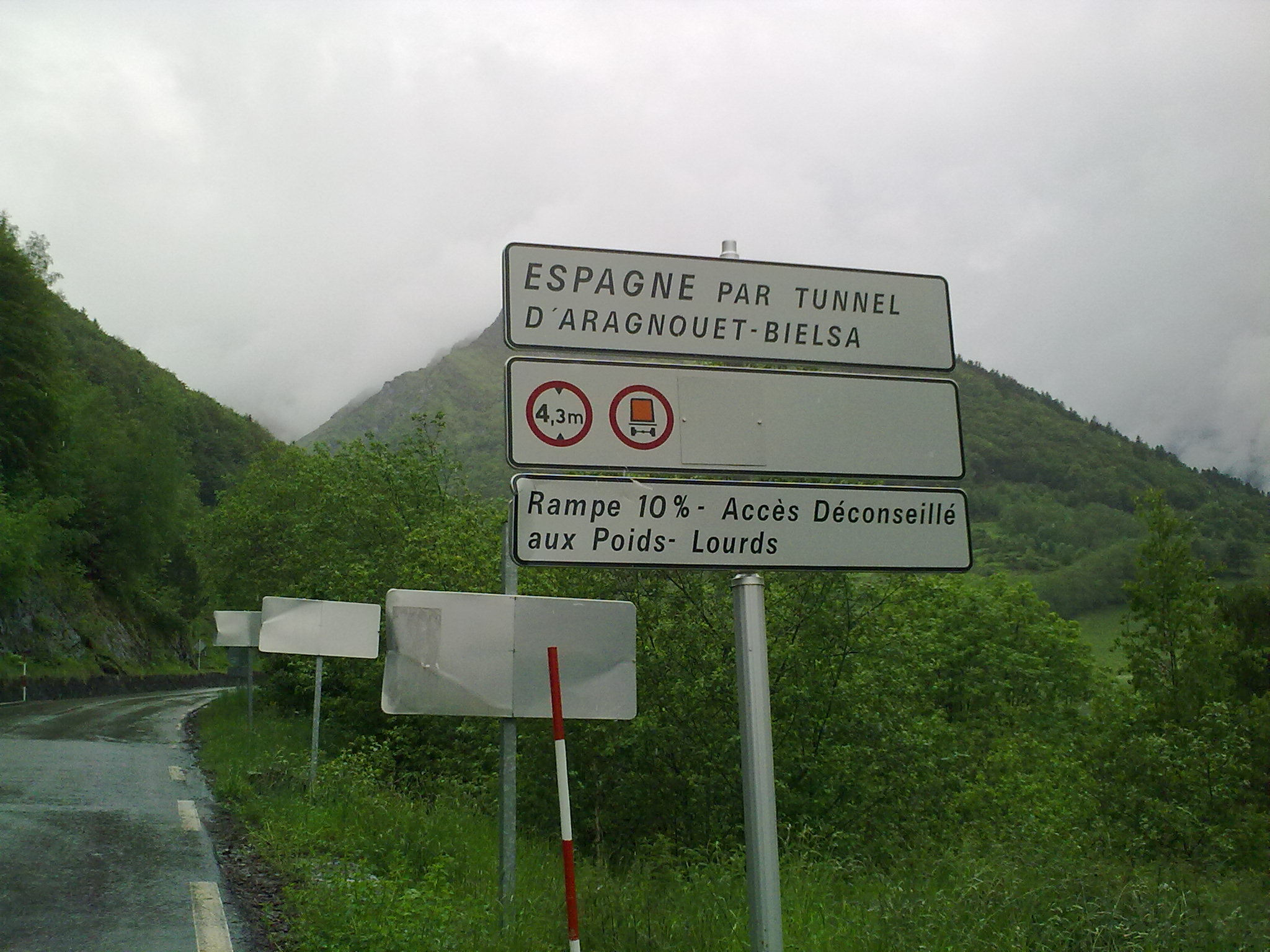
Tunnel Aragnouet-Bielsa, panneau informatif.

## Données techniques
Tunnel à un tube, à circulation bidirectionnelle, d'une longueur totale de 3 070 m dont 1 772 en France. La chaussée est large de 6 m. La bouche nord, côté français, s'ouvre à 1 821 m d'altitude et la bouche sud, côté espagnol, à 1 664 m. La pente annoncée par les panneaux est de 5 %.
La vitesse maximale est de 60 km/h. La distance minimale de sécurité a été portée à 100 m entre chaque véhicule et est balisée au sol. L'accès est déconseillé aux poids-lourds et interdit aux transports de marchandises dangereuses.
Depuis les travaux de 2010/2011, la circulation est alternée et régulée, à chaque entrée, par un feu tricolore. L'accès peut être interrompu par des barrières, selon les conditions météorologiques (verglas, en particulier).

## Villes proches
- Espagne : Bielsa et Ainsa en Aragon, province de Huesca ;
- France : Aragnouet et Saint-Lary-Soulan en Hautes-Pyrénées région Occitanie.

## Travaux
Le tunnel est fermé en 2010 (6 avril - 21 juin et 15 septembre - 1er décembre) et en 2011 (15 septembre - 30 novembre) pour rénovation et sécurisation, : ventilation, alimentation électrique, système de vidéo-surveillance, détection automatique d'incidents, gestion technique centralisée, travaux de Génie civil, éclairage, détection et extinction d'incendie, signalisation et système de communications.
Trois déviations sont renseignées : par le tunnel de Vielha (N125/N-230), le col du Pourtalet (D934/A-136) ou le tunnel du Somport (N134/N-330).
Le coût est de 17 327 898 €, financé à hauteur de 65 % par l'Union européenne (10 747 732 €), dans le cadre du programme Objectif 3 de coopération territoriale Espagne-France-Andorre 2007-2013. Le reste a été pris en charge, à parts égales, par le conseil général des Hautes-Pyrénées et le gouvernement d'Aragon.
De nombreux tests des installations effectuées durant les travaux précédents sont réalisés certaines nuits, entraînant des fermetures de 9 heures.

### Incendie de septembre 2010
Un incendie a eu lieu le 15 septembre 2010, vers 2 h, dans une nacelle de chantier, lors des travaux. L'ensemble des ouvriers a été évacué (12 du côté français et 8 du côté espagnol). Il n'y eut aucun blessé,.

## Images

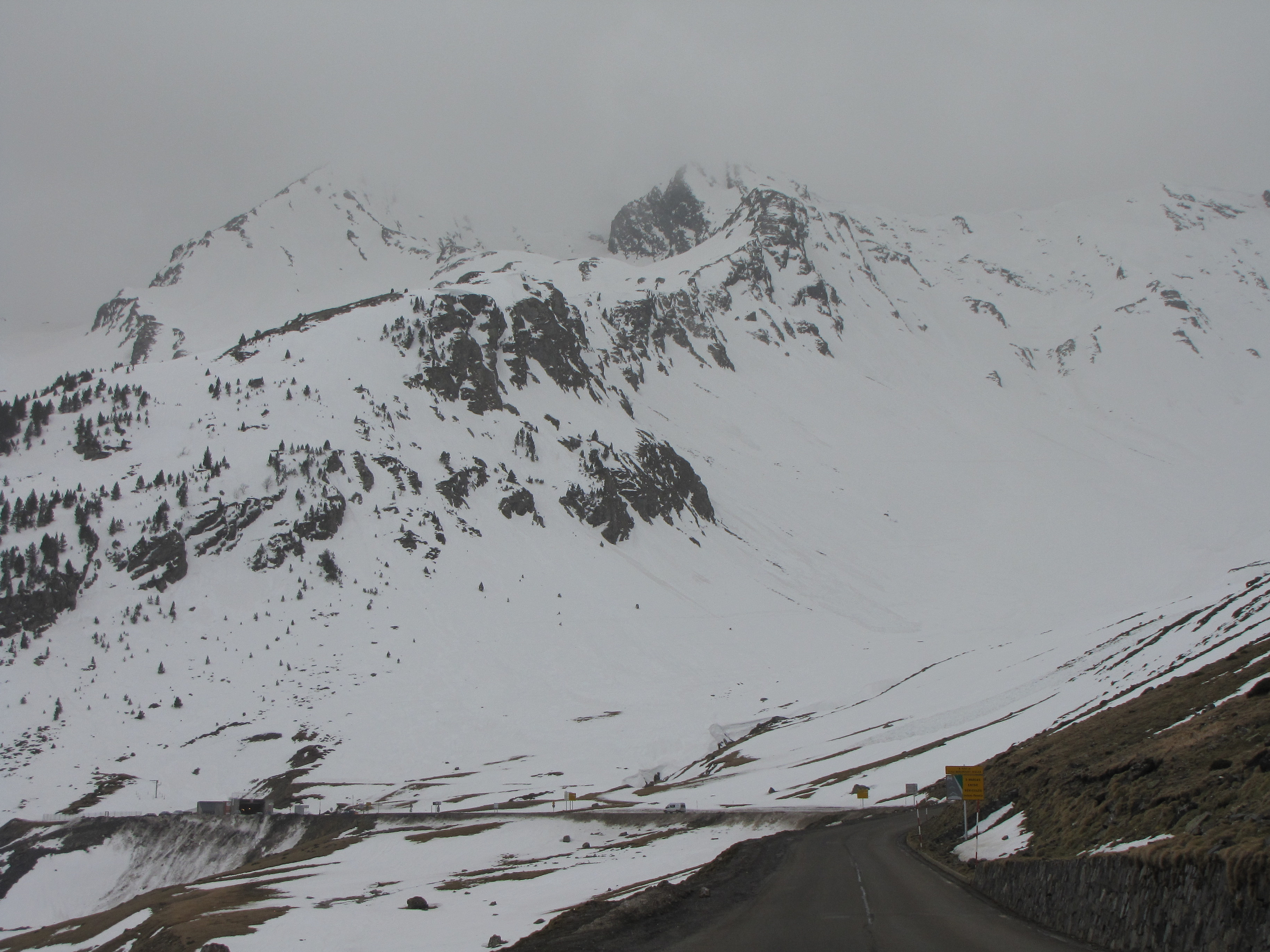
Approche du tunnel, côté français.
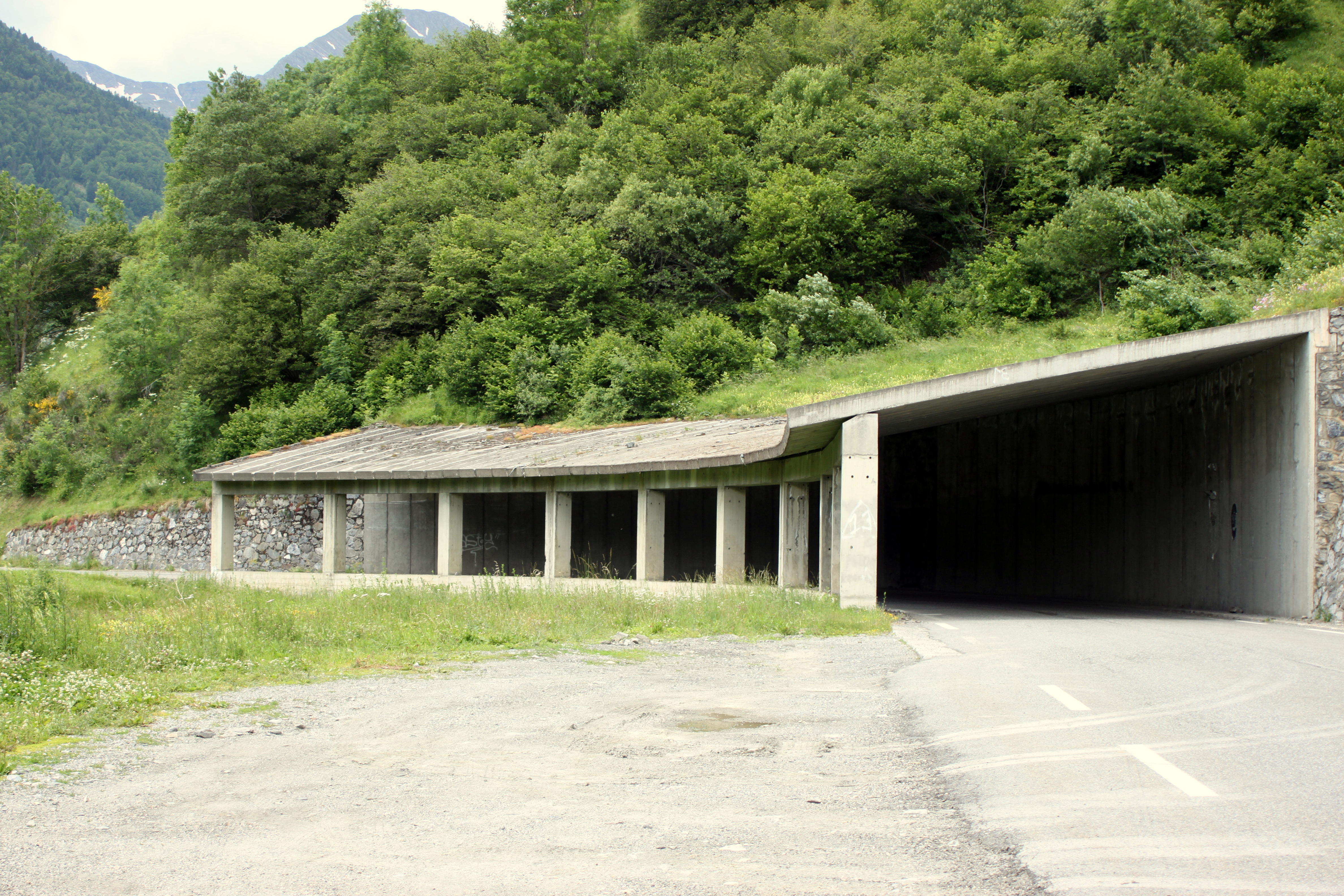
Paravalanche.
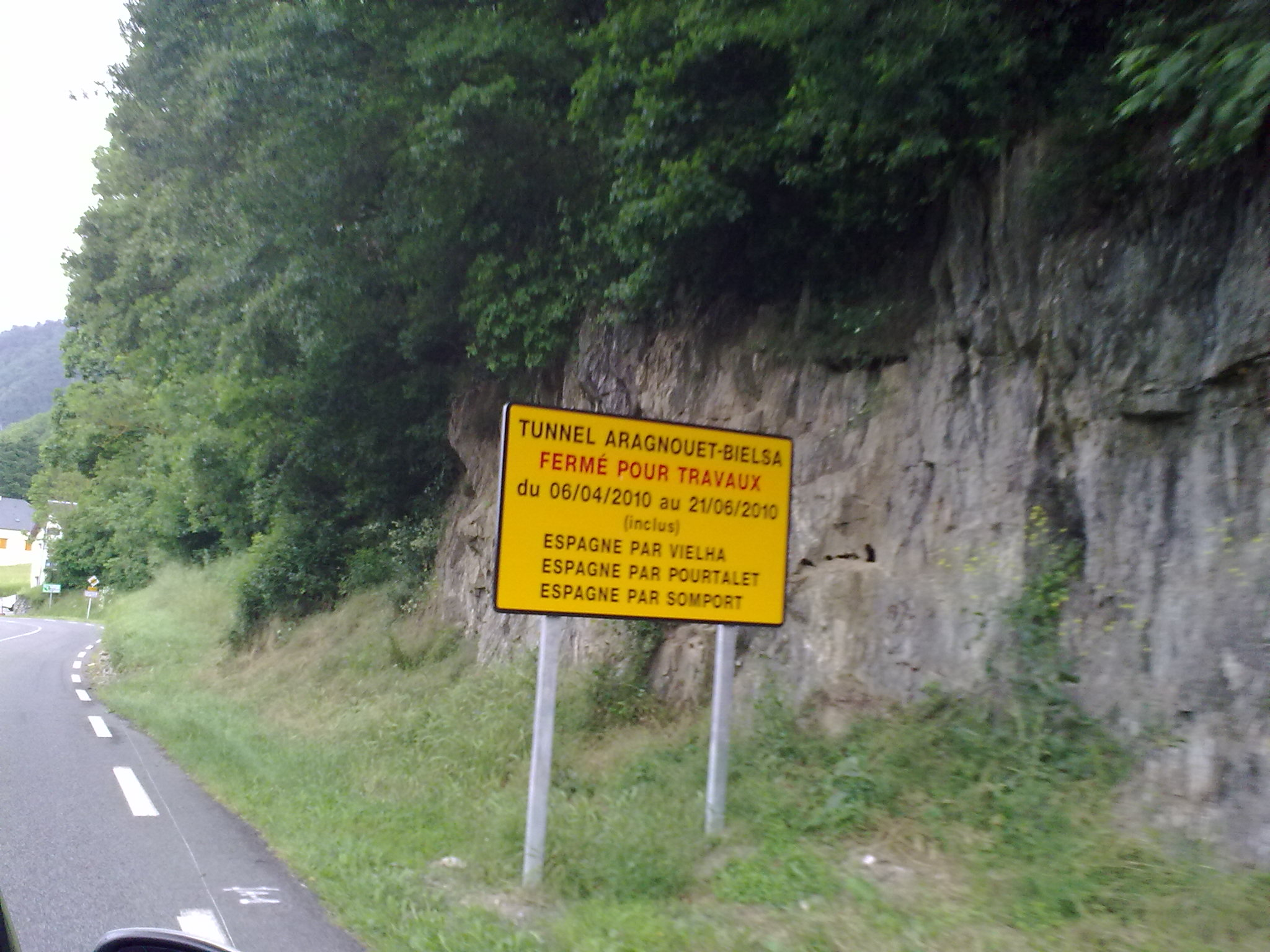
Panneau de déviation des travaux 2010/2011.
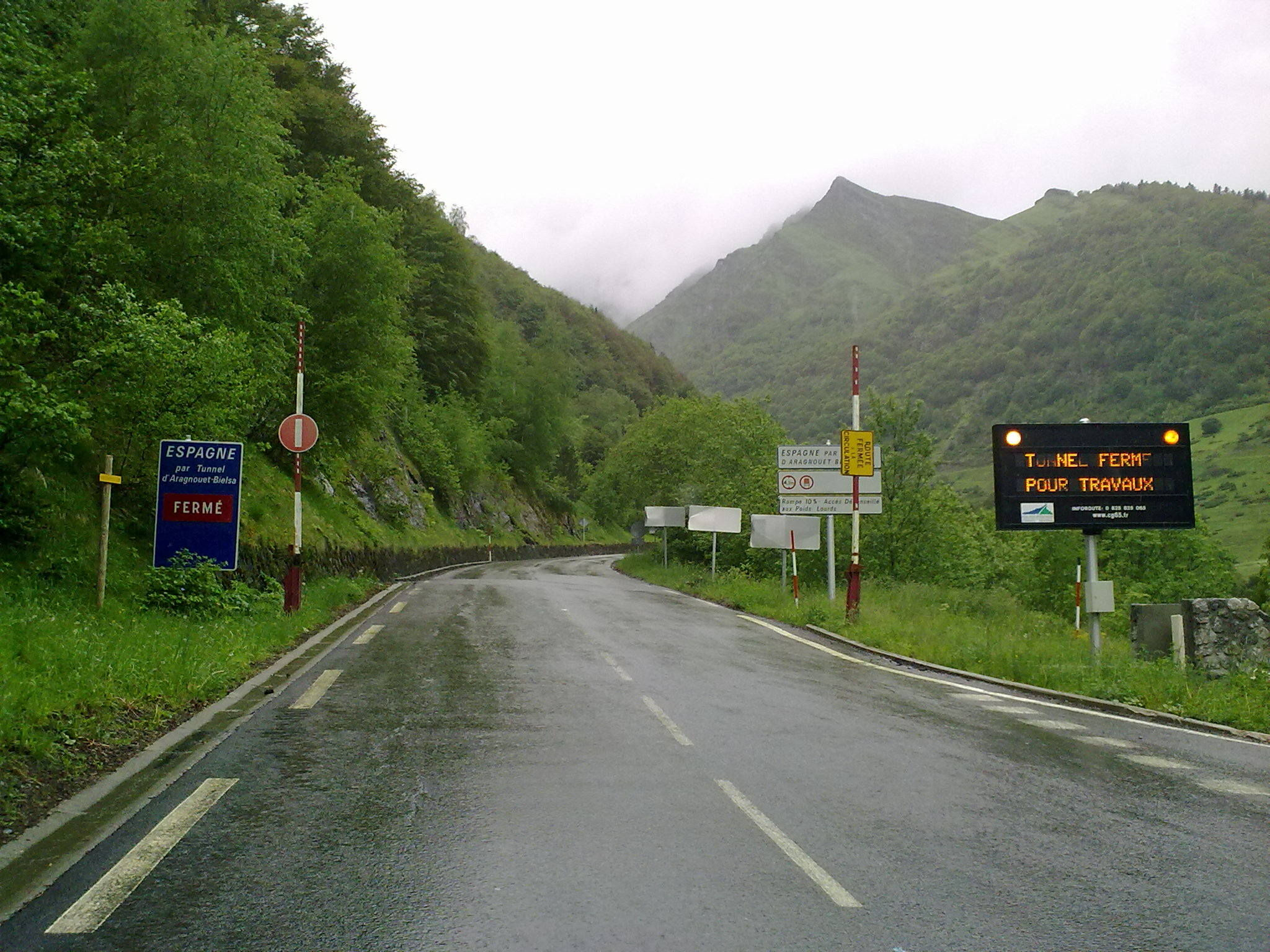
Panneau lumineux en français indiquant la fermeture pendant les travaux de 2010/2011, au niveau de Piau-Engaly.
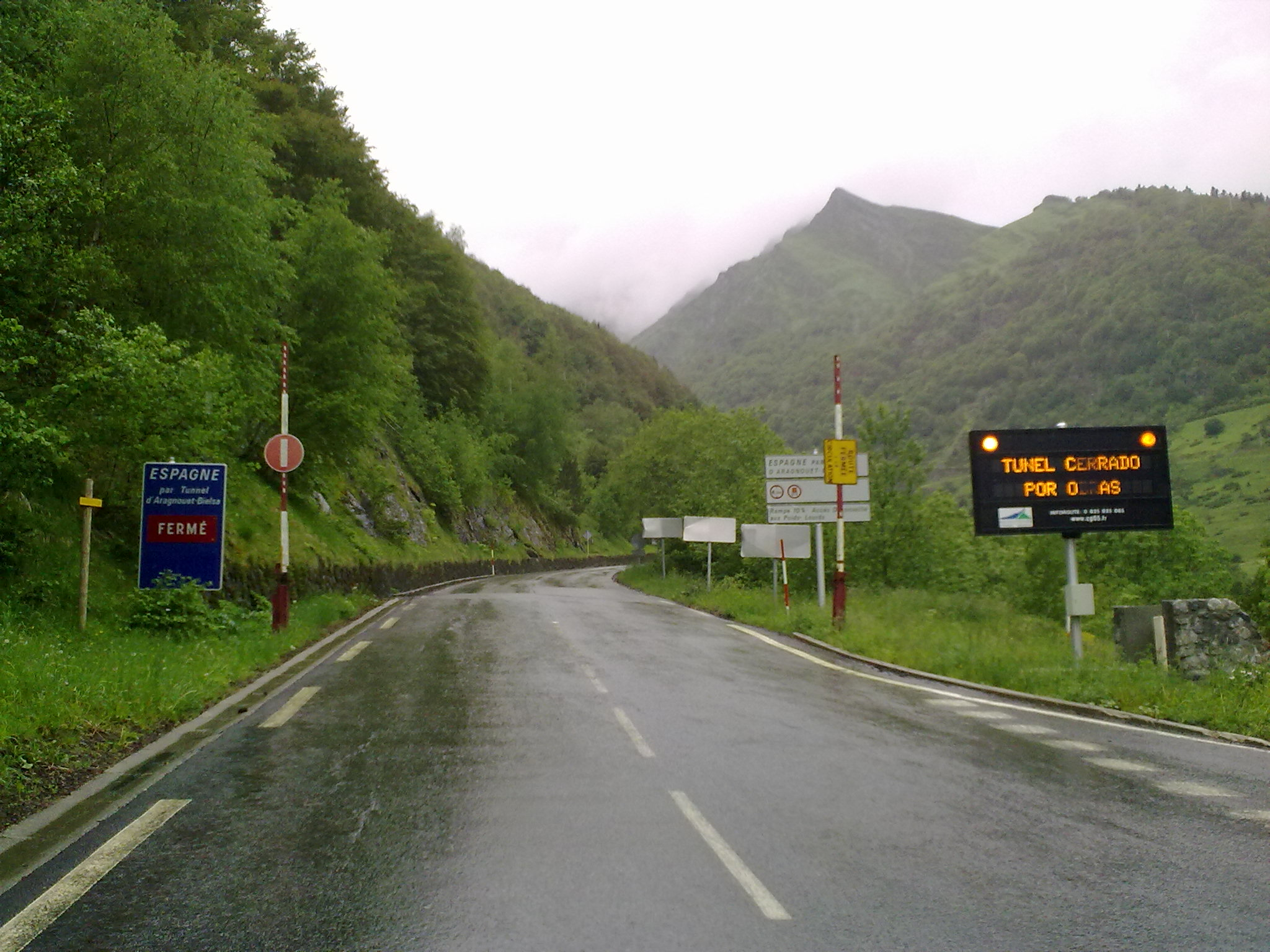
Panneau lumineux en espagnol indiquant la fermeture pendant les travaux de 2010/2011, au niveau de Piau-Engaly.
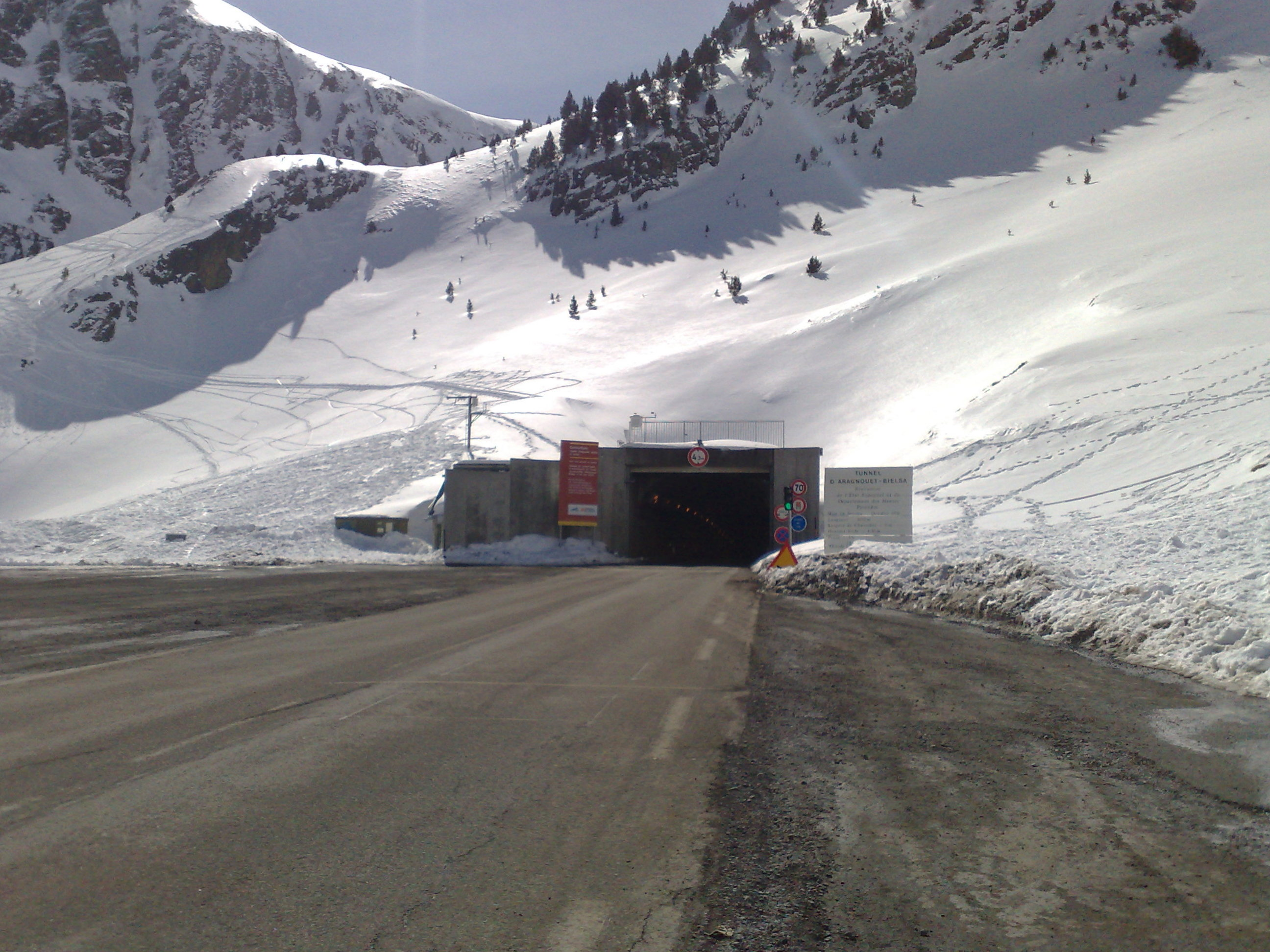
Entrée française.
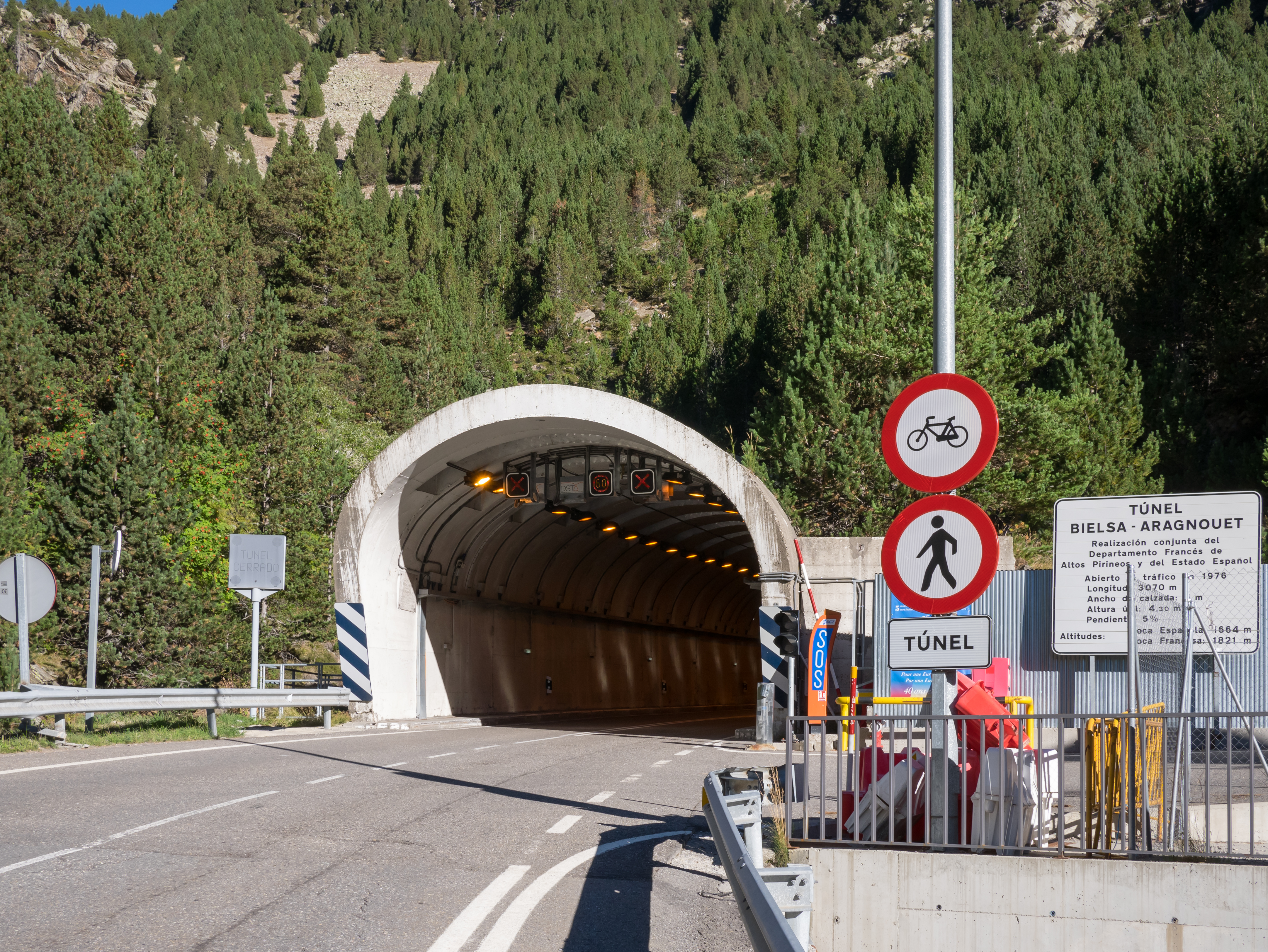
Sortie côté Espagne du tunnel.
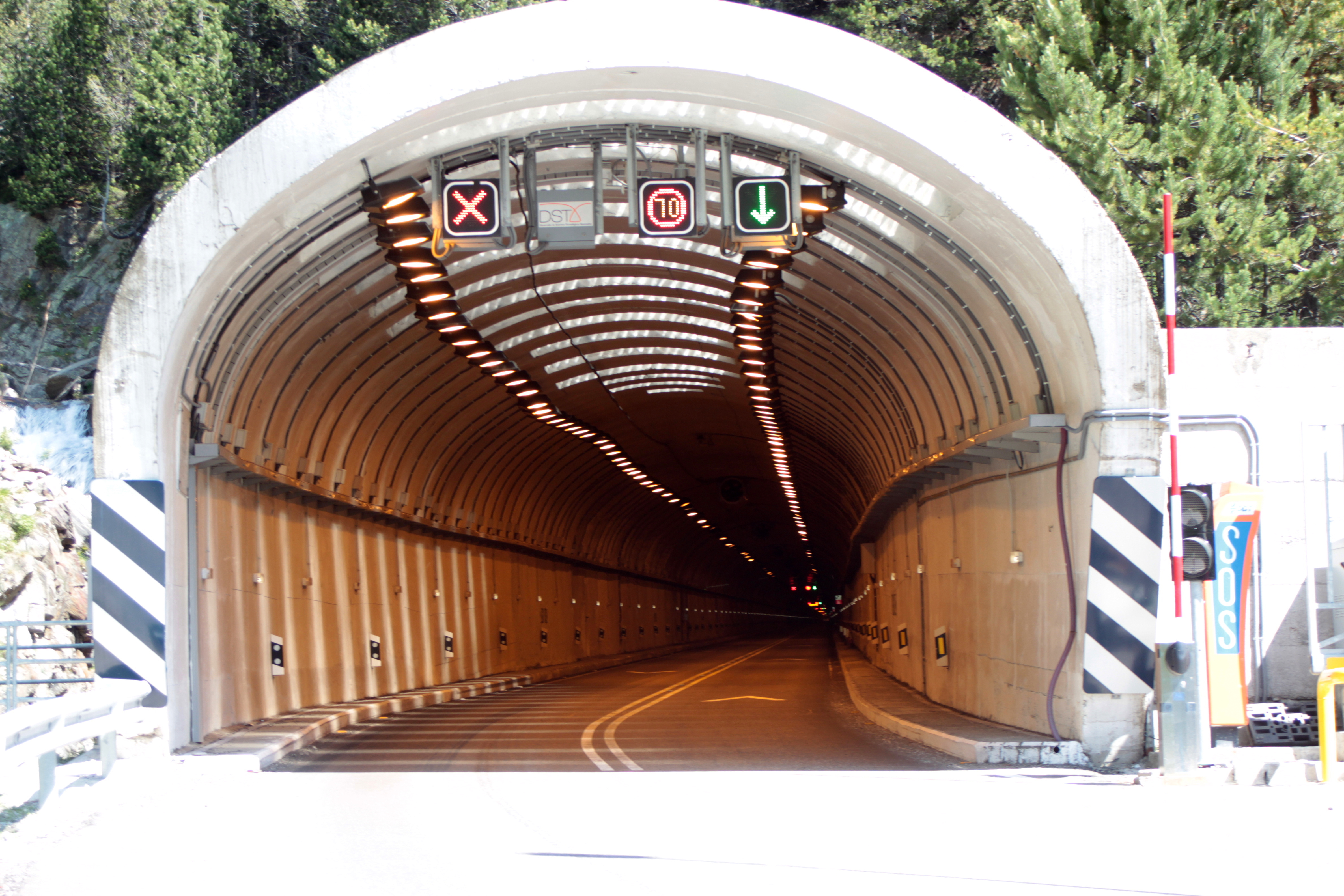
Entrée espagnole.

## Vidéos
- Descente du tunnel vers l'Espagne.
- Montée du tunnel vers la France.